# Sinfonia n. 3 (Schumann)
La Sinfonia n. 3 in Mib Maggiore Op. 97 detta Renana è una sinfonia composta da Robert Schumann. Scritta nel 1850, può essere considerata l'ultima sinfonia composta da Schumann, se si esclude la revisione dell'orchestrazione della n. 4 effettuata dall'artista nel 1851.

## Contesto
Fu composta dal 2 novembre al 9 dicembre 1850, all'epoca in cui Schumann viveva a Düsseldorf, sulle rive del Reno.
L'opera stessa è infatti chiamata "Renana".
La prima rappresentazione avvenne a Düsseldorf l'anno seguente, diretta dal compositore stesso.

## Composizione dell'opera

### Movimenti e relativa analisi
1. Vivace
2. Scherzo. Molto moderato
3. Non presto
4. Solenne
5. Vivace

Il primo movimento consiste in una classica forma sonata. La sinfonia comincia immediatamente con un tema in Mib maggiore, suonato da tutta l'orchestra. Il secondo tema viene eseguito dai legni, con una ridotta intensità ritmica. Modula poi (inaspettatamente) al Sol Maggiore, per poi ritornare ad eseguire il tema principale nella tonalità di Mib.
Il secondo movimento è uno Scherzo in Do Maggiore. Si tratta della sintesi di un classico Minuetto, Trio e successive variazioni sul tema. Il tema principale è basato su di un ländler, una danza popolare dell'Austria e del sud della Germania.
Il terzo è nella tonalità della sottodominante, Lab Maggiore. La mancanza delle trombe e dei timpani crea un'atmosfera di quiete all'interno della sinfonia.
Il quarto movimento è in Mib minore. Comincia con uno Sforzato, eseguito dagli archi, che decade subito in un pianissimo affidato ai corni francesi e ai tromboni. Il tema viene utilizzato in imitazione, e spesso ne viene variato il tempo. Parti di esso si possono ritrovare in fondo al movimento stesso.
Il quinto è di nuovo in Mib Maggiore. Il tema consiste in una danza tradizionale; variata ed imitata con dinamismo fino a giungere all'eroico finale in Mib Maggiore, in cui abbiamo la ripresa del tema del quarto movimento.

### Strumentazione
È stata composta per due flauti, due oboi, due clarinetti in Si♭, due fagotti, quattro corni francesi in Mi♭, due trombe in Mi♭, tre tromboni, timpani ed archi.
Da notare che, come tutte le altre Sinfonie di Schumann, la Renana è stata riorchestrata da Gustav Mahler